# UCI Àsia Tour 2019
L'UCI Àsia Tour 2019 és la quinzena edició de l'UCI Àsia Tour, un dels cinc circuits continentals de ciclisme de la Unió Ciclista Internacional. Està format per una trentena de proves, organitzades del 23 d'octubre de 2018 al 20 d'octubre de 2019 a Àsia.

## Evolució del calendari

### Octubre 2018
| Data  | Cursa          | País            | Cat. | Vencedor       | Equip                       |
| ----- | -------------- | --------------- | ---- | -------------- | --------------------------- |
| 23-31 | Tour de Hainan | R.P. de la Xina | 2.HC | Fausto Masnada | Androni Giocattoli-Sidermec |

### Novembre 2018
| Data  | Cursa                | País            | Cat. | Vencedor       | Equip                           |
| ----- | -------------------- | --------------- | ---- | -------------- | ------------------------------- |
| 4-11  | Tour de Singkarak    | Indonèsia       | 2.2  | Jesse Ewart    | Sapura                          |
| 9-11  | Tour de Quanzhou Bay | R.P. de la Xina | 2.2  | Max Stedman    | Canyon Eisberg                  |
| 11    | Tour d'Okinawa       | Japó            | 1.2  | Alan Marangoni | Nippo-Vini Fantini-Europa Ovini |
| 14-18 | Tour de Fuzhou       | R.P. de la Xina | 2.1  | Ilya Davidenok | Beijing XDS-Innova              |

### Febrer
| Data  | Cursa           | País      | Cat. | Vencedor          | Equip           |
| ----- | --------------- | --------- | ---- | ----------------- | --------------- |
| 8-12  | Ronda Pilipinas | Filipines | 2.2  | Francisco Mancebo | Matrix Powertag |
| 16-21 | Tour d'Oman     | Oman      | 2.HC | Alexey Lutsenko   | Astana          |

### Març
| Data  | Cursa           | País   | Cat. | Vencedor        | Equip               |
| ----- | --------------- | ------ | ---- | --------------- | ------------------- |
| 17-21 | Tour de Taïwan  | Taiwan | 2.1  | Jonathan Clarke | Floyd's Pro Cycling |
| 22-24 | Tour de Tochigi | Japó   | 2.2  | Raymond Kreder  | Ukyo                |

### Abril
| Data  | Cursa                 | País      | Cat. | Vencedor        | Equip                 |
| ----- | --------------------- | --------- | ---- | --------------- | --------------------- |
| 1-6   | Tour de Tailàndia     | Tailàndia | 2.1  | Ryan Cavanagh   | St George Continental |
| 6-13  | Tour de Langkawi      | Malàisia  | 2.HC | Benjamin Dyball | Sapura                |
| 17-21 | Tour d'Iskandar Johor | Malàisia  | 2.2  | Mario Vogt      | Sapura                |

### Maig
| Data  | Cursa           | País            | Cat. | Vencedor       | Equip                               |
| ----- | --------------- | --------------- | ---- | -------------- | ----------------------------------- |
| 19-26 | Tour del Japó   | Japó            | 2.1  | Chris Harper   | Team BridgeLane                     |
| 24-26 | PRUride PH      | Filipines       | 2.2  | Marcelo Felipe | 7 Eleven-Cliqq Roadbike Philippines |
| 26-30 | Tour de Taiyuan | R.P. de la Xina | 2.2  | Cameron Piper  | Team Illuminate                     |
| 30-2  | Tour de Kumano  | Japó            | 2.2  | Orluis Aular   | Matrix Powertag                     |

### Juny
| Data  | Cursa                 | País          | Cat. | Vencedor         | Equip                      |
| ----- | --------------------- | ------------- | ---- | ---------------- | -------------------------- |
| 12-16 | Tour de Corea         | Corea del Sud | 2.1  | Filippo Zaccanti | Nippo-Vini Fantini-Faizanè |
| 14-18 | Tour de les Filipines | Filipines     | 2.2  | Jeroen Meijers   | Taiyuan Miogee             |

### Juliol
| Data  | Cursa                 | País            | Cat. | Vencedor          | Equip    |
| ----- | --------------------- | --------------- | ---- | ----------------- | -------- |
| 14-27 | Tour del llac Qinghai | R.P. de la Xina | 2.HC | Robinson Chalapud | Medellín |
| 21    | Tokyo 2020 Test Event | Japó            | 1.2  | Diego Ulissi      | Itàlia   |

### Agost
| Data  | Cursa              | País       | Cat. | Vencedor      | Equip              |
| ----- | ------------------ | ---------- | ---- | ------------- | ------------------ |
| 11    | Oita Urban Classic | Japó       | 1.2  | Drew Morey    | Terengganu Inc-TSG |
| 19-23 | Tour d'Indonèsia   | Indonèsia  | 2.1  | Thomas Lebas  | Kinan Cycling Team |
| 30-31 | Tour d'Almati      | Kazakhstan | 2.1  | Yuriy Natarov | Team Astana        |

### Setembre
| Data  | Cursa              | País            | Cat. | Vencedor                     | Equip                      |
| ----- | ------------------ | --------------- | ---- | ---------------------------- | -------------------------- |
| 2-4   | Tour de Xingtai    | R.P. de la Xina | 2.2  | Carlos Cobos                 | Vigo-Rías Baixas           |
| 6-8   | Tour d'Hokkaido    | Japó            | 2.2  | Filippo Zaccanti             | Nippo-Vini Fantini-Faizanè |
| 7-14  | Volta a la Xina I  | R.P. de la Xina | 2.1  | Jeroen Meijers               | Taiyuan Miogee             |
| 16-22 | Volta a la Xina II | R.P. de la Xina | 2.1  | Lyu Xianjing                 | Hengxiang Cycling Team     |
| 19-22 | Tour de Siak       | Indonèsia       | 2.2  | Nur Amirul Fakhruddin Mazuki | Terengganu Cycling Team    |
| 25-28 | Tour de l'Ijen     | Indonèsia       | 2.2  | Robbie Hucker                | Ukyo                       |

### Octubre
| Data  | Cursa               | País            | Cat. | Vencedor                             | Equip                                |
| ----- | ------------------- | --------------- | ---- | ------------------------------------ | ------------------------------------ |
| 2-6   | Tour de l'Iran      | Iran            | 2.1  | Savva Novikov                        | Lokosphinx                           |
| 9-15  | Volta al llac Taihu | R.P. de la Xina | 2.1  | Dylan Kennett                        | St George Continental                |
| 12-13 | Hammer Hong Kong    | Hong Kong       | 2.1  | Suspesa per les protestes polítiques | Suspesa per les protestes polítiques |
| 15-19 | Tour of Peninsular  | Malàisia        | 2.1  | Marcos García                        | Kinan                                |
| 20    | Japan Cup           | Japó            | 1.HC | Bauke Mollema                        | Trek-Segafredo                       |

## Classificacions
- Nota: classificacions definitives a 22 d'octubre.[2][3]

### Classificació individual
Està formada per tots els ciclistes que han sumat punts. Poden pertànyer tant a equips amateurs com a equips professionals, inclosos UCI WorldTeams.
| #  | Ciclista             | Equip                    | Punts  |
| -- | -------------------- | ------------------------ | ------ |
| 1  | Alexey Lutsenko      | Astana                   | 1.688  |
| 2  | Lyu Xianjing*        | Hengxiang                | 508    |
| 3  | Yevgeniy Gidich      | Astana                   | 362,67 |
| 4  | Nariyuki Masuda      | Utsunomiya Blitzen       | 297,17 |
| 5  | Chun Kai Feng        | Bahrain-Merida           | 280    |
| 6  | Choon Huat Goh       | Terengganu Inc-TSG       | 260    |
| 7  | Vadim Pronskiy*      | Vino-Astana Motors       | 250    |
| 8  | Mohammad Ganjkhanlou | Foolad Mobarakeh Sepahan | 235    |
| 9  | Dmitriy Gruzdev      | Astana                   | 226,67 |
| 10 | Daniil Fominykh      | Astana                   | 225,67 |

* : Ciclista menor de 23 anys

### Classificació per equips
Es calcula amb la suma dels punts obtinguts pels 8 millors ciclistes de cada equip (excepte els WorldTeams) a la classificació individual. La classificació també inclou equips no registrats al continent.
| #  | Equip                    | Punts    |
| -- | ------------------------ | -------- |
| 1  | Terengganu Inc-TSG       | 2.658    |
| 2  | Sapura                   | 1.822,26 |
| 3  | Ukyo                     | 935,17   |
| 4  | Matrix Powertag          | 813      |
| 5  | HKSI                     | 735      |
| 6  | Vino-Astana Motors       | 725      |
| 7  | Kinan                    | 695      |
| 8  | VIB Sports               | 636      |
| 9  | Hengxiang                | 590      |
| 10 | Interpro Cycling Academy | 534      |

| #  | País                | Punts    |
| -- | ------------------- | -------- |
| 1  | Kazakhstan          | 3.259,35 |
| 2  | Iran                | 990      |
| 3  | Japó                | 906,17   |
| 4  | R.P. de la Xina     | 744      |
| 5  | Hong Kong           | 719      |
| 6  | Corea del Sud       | 691,51   |
| 7  | Mongòlia            | 593      |
| 8  | Emirats Àrabs Units | 517,5    |
| 9  | Hong Kong           | 514      |
| 10 | Singapur            | 505      |

| # | País            | Punts  |
| - | --------------- | ------ |
| 1 | Kazakhstan      | 693    |
| 2 | R.P. de la Xina | 629    |
| 3 | Hong Kong       | 423    |
| 4 | Iran            | 401    |
| 5 | Corea del Sud   | 311,17 |